# Rödelsee
Rödelsee er en kommune præget af vindyrkning i Landkreis Kitzingen i Regierungsbezirk Unterfranken, i den tyske delstat Bayern. Den er en del af Verwaltungsgemeinschaft Iphofen.

## Geografi
Rödelsee ligger ved foden af Schwanberg i en højde af 230 meter over havet.
Bjergenes udløbere er velegnede til vinavl, og man fremstiller de kendte mærker Rödelseer Küchenmeister og Rödelseer Schwanleite. Schwanberg er også et kendt turistmål, så der er en række overnatningsmuligheder, og der er afsat flere vandreveje i området.